# Виджанелло (Франция)
Виджанелло (фр. Viggianello, корс. Vighjaneddu) — коммуна во Франции, находится в регионе Корсика. Департамент коммуны — Южная Корсика. Входит в состав кантона Ольмето. Округ коммуны — Сартен.
Код INSEE коммуны — 2A349.

## Население
Население коммуны на 2008 год составляло 578 человек.
| 1962 | 1968 | 1975 | 1982 | 1990 | 1999 | 2008 |
| ---- | ---- | ---- | ---- | ---- | ---- | ---- |
| 190  | 190  | 239  | 274  | 365  | 417  | 578  |

## Экономика
В 2007 году среди 363 человек в трудоспособном возрасте (15—64 лет) 247 были экономически активными, 116 — неактивными (показатель активности — 68,0 %, в 1999 году было 69,1 %). Из 247 активных работали 225 человек (117 мужчин и 108 женщин), безработных было 22 (9 мужчин и 13 женщин). Среди 116 неактивных 32 человека были учениками или студентами, 34 — пенсионерами, 50 были неактивными по другим причинам.
В 2008 году в коммуне насчитывалось 219 домохозяйств, в которых проживали 578 человек, медиана доходов составляла 17 351 евро на одного человека.